# Armand Martial
 (novembre 2015).
Si vous disposez d'ouvrages ou d'articles de référence ou si vous connaissez des sites web de qualité traitant du thème abordé ici, merci de compléter l'article en donnant les références utiles à sa vérifiabilité et en les liant à la section « Notes et références ».
Armand Martial, né le 2 novembre 1884 né à Paris (Seine) et mort dans la même ville le 24 janvier 1960, est un sculpteur français.

## Biographie
Armand Martial nait le 2 novembre 1884, 54 rue de Bretagne à Paris 2e, de François Martial, journalier, et de Marie Soubiron, couturière. Son frère cadet, Lucien Martial (1892-1987), et sa fille, Cécile Martial (1931-2018), sont tous deux peintres.
Après des études à l'École des beaux-arts de Paris dans l'atelier de Jules Coutan, Armand Martial obtient le premier grand prix de Rome en 1913. Son séjour romain à la villa Médicis est interrompu par la Première Guerre mondiale, où il frôle la mort. Gravement atteint, il est affecté à la poudrerie de Toulouse.
La guerre terminée, il retrouve la lumière de Rome et la familiarité avec la statuaire antique qu'il vénère et qu'il va admirer aussi en Grèce avec les amis de l'École française d'Athènes. La villa Médicis est aussi un lieu de rencontres ; ses compagnons y sont Jean Dupas, peintre fresquiste, Michel Roux-Spitz, architecte, Henri Dropsy, sculpteur graveur de médailles, Paul Paray, compositeur, Marcel Dupré, organiste compositeur, Albert Decaris, architecte, Claude Delvincourt, pianiste compositeur, et Jacques Ibert, compositeur. C'est aussi à Rome encore qu'il rencontre Marie-Louise Dardun (1897-1994), professeur de français, qu'il épouse en 1921.
Avec l'architecte Michel Roux-Spitz, il réalise sa première œuvre monumentale : un grand vase décoratif en bronze et pierre, primé à l'Exposition internationale des Arts décoratifs en 1925, et encore des caryatides, les Canéphores, acquises par l'État et offertes au musée des beaux-arts de Nice lors de son inauguration. C'est cet esprit monumental qui ne cesse de s'affirmer avec un certain nombre de commandes de l'État.
À Pierrefeu, il érige le Monument aux fusiliers marins du “Dixmude”. La mairie du 10e arrondissement de Paris conserve sa statue de L'Artisan qui obtint le grand prix de l'Exposition internationale des Arts décoratifs et industriels modernes de 1925.
Armand Martial conçoit le Monument aux morts de Gérardmer.
Il crée quatre boucliers d'airain pour la Tour de bronze et des bas-reliefs pour le pavillon central l'Exposition coloniale de 1931 à Paris.
En 1936, après un concours national, il emporte la réalisation de sa plus grande œuvre : le Monument à Albert Ier, statue équestre qui se dresse à l'entrée du cours la Reine, près de la place de la Concorde à Paris, sur un haut piédestal où deux bas-reliefs évoquent la Belgique et la guerre.
Pendant la Seconde Guerre mondiale, Armand Martial ne réalise que quelques bustes et se consacre à l'enseignement à l'École des beaux-arts.
L'aérogare du Bourget ayant été largement endommagée par les bombardements, elle est reconstruite par le même architecte, Georges Labro. Pour la partie centrale, en avancée, Armand Martial sculpte trois grandes statues symbolisant les continents.
Pour le ministère des Postes à Paris, il réalise un haut-relief, La Résistance.
Au palais Bourbon à Paris, une grande figure féminine symbolise La République.
Il élève un Monument à Louis Pasteur à Bollène par souscription nationale.
Armand Martial est élu membre de l'Institut en 1951, il est aussi officier de la Légion d'honneur, président de plusieurs sociétés et associations.
Il meurt à Paris 20e le 20 janvier 1960 et est inhumé à Sainte-Colombe-des-Bois (Nièvre).

## Œuvres dans les collections publiques
- Aurillac : Monument à Paul Doumer, 1934 (architecte G. Labro).
- Bollène (Vaucluse) : Monument à Louis Pasteur.
- Gérardmer, Monument aux morts, 1930 (architectes : Peronne et Richer).
- Le Bourget, aérogare du Bourget, centre de la façade : trois statues féminines, 1946.
- Le Vesinet, hôtel de ville, 1952.
- Nice, musée des Beaux-Arts : Canéphores, 1922-1923.
- Paris :
  - cours la Reine : Monument à Albert Ier de Belgique, 1938 (architectes : G. Labro et Camelot).
  - mairie du 10e arrondissement :
    - L'Artisan, 1924, statue ;
    - L’Offrande de la jeunesse aux morts glorieux, en collaboration avec l'architecte Henri Gautruche, inauguré le 28 juin 1925[5].

  - Maison de la Radio : bas-reliefs de l'auditorium, 1958 (architecte G. Labro).
  - ministère des PTT : Monument aux morts, 1946 (architecte Michel Roux-Spitz).
  - palais Bourbon : Marianne, 1947.
  - square du Serment-de-Koufra, fontaine : statue de baigneuse, 1955.
- Parmain (Seine-et-Oise), hôtel des Postes, 1949 (architecte G. Labro).
- Pierrefeu-du-Var : Monument aux morts du Dixmude, 1928 (architecte Michel Roux-Spitz)[6].
- Saint-Paul-des-Landes : Monument aux morts de Saint-Paul-des-Landes, 1934 (architecte G. Labro).

## Récompenses et distinctions
- Grand prix de l'Exposition des Arts décoratifs pour la statue L'Artisan en 1925.
- Prix de l'Exposition internationale des Arts décoratifs pour le grand vase en bronze et pierre en 1925.
- Grand prix de l'Exposition internationale de Liège[Quand ?] ;
- Grand prix de l'Exposition internationale de Barcelone[Quand ?] ;
- Médaille d'honneur du Salon des artistes français[Quand ?] ;
- Officier de la Légion d'honneur.

## Élèves
- Lucy Citti Ferreira (1911-2008), de 1932 à 1934.